# 坂本重武
坂本 重武（さかもと しげたけ、1905年3月25日 - 1997年9月11日）は、西南学院大学名誉教授。

## 略歴
1905年（明治38年）3月25日に熊本県に生まれる。
1928年（昭和3年）、東京帝国大学英文科を卒業。西南学院高等部教授を経て、1949年（昭和24年）西南学院大学教授、1952年（昭和27年）学長、1958年（昭和33年）学術研究所長、1964年（昭和39年）図書館長。1973年（昭和48年）福岡女学院短期大学教授、同年～1988年（昭和63年）西南学院理事長となる。
専攻は英文学で趣味は釣り。1997年（平成9年）9月11日他界。